# Wedge Tombs von Knockcurraghbola Commons
Die drei Wedge Tombs von Knockcurraghbola Commons liegen im Townland Knockcurraghbola Commons (irisch Cnoc Corrbhuaile) im County Tipperary in Irland. Wedge Tombs (deutsch: Keilgräber), früher auch „wedge-shaped gallery grave“ genannt, sind ganglose, mehrheitlich ungegliederte Megalithbauten der späten Jungsteinzeit und der frühen Bronzezeit. Es gibt in Irland nahezu 600 Anlagen dieser Art, die überwiegend im Westen des Landes liegen.
Darüber hinaus gibt es im gleichen Townland noch drei weitere nicht klassifizierbare Megalithanlagen sowie einen Menhir.

## Wedge Tomb (TN039-009----)

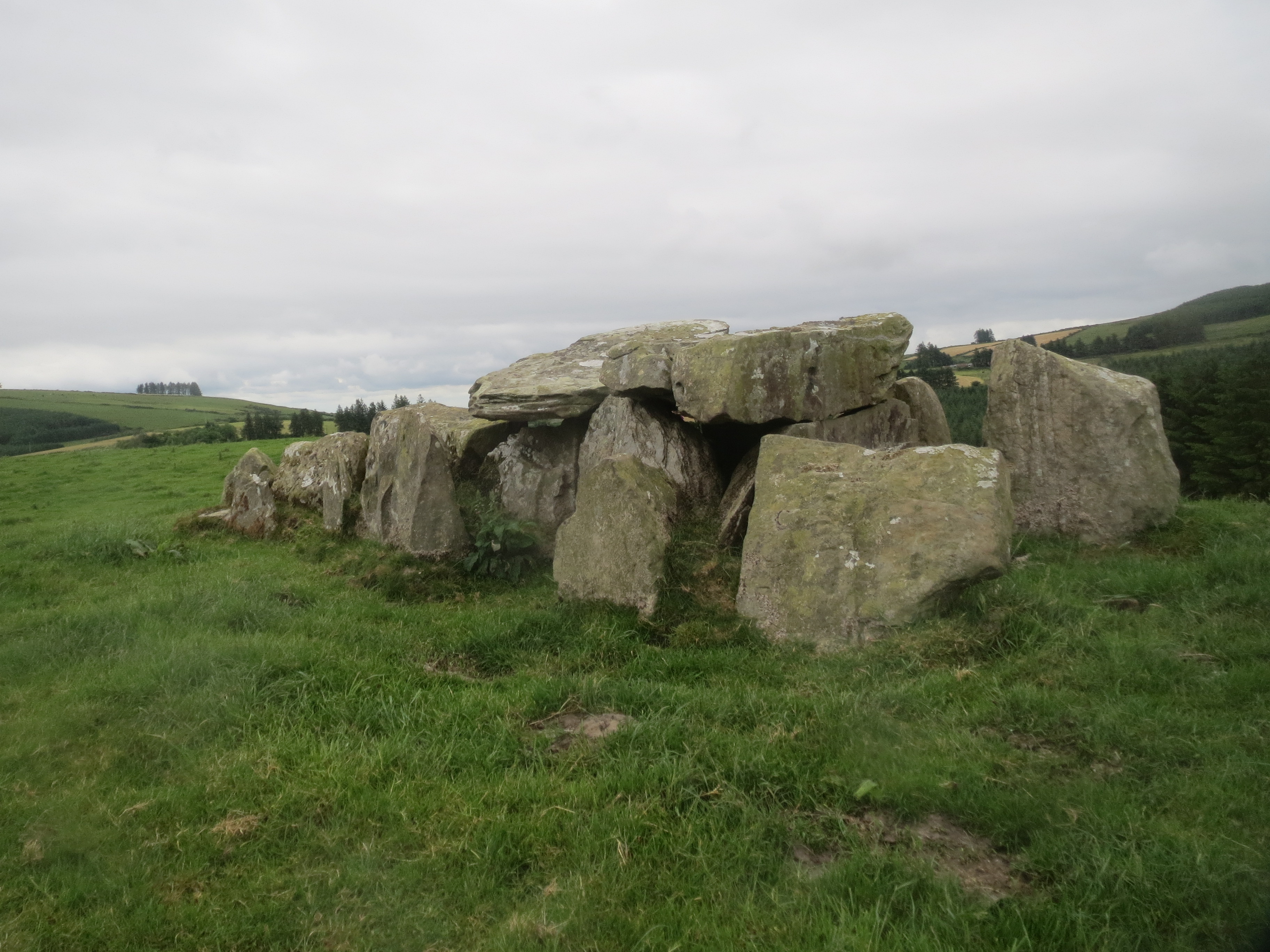
Knockcurraghbolan Commons Wedge Tomb (009)

Das ungewöhnlich große Wedge Tomb (Lage: 52° 41′ 59,7″ N, 8° 4′ 25,1″ W) hat eine Galerie von etwa 7,0 Meter Länge und 1,2 m Breite und hat daher nahezu die Größe des längsten irischen Wedge Tombs von Labbacallee im County Cork. Die Galerie hat eine erhaltene Doppelwand auf der Südseite. Die Fassade und der Endbereich fehlen, aber ein Türstein ist erhalten. Zwei große Decksteine bedecken das vordere Ende der Kammer. Es gibt sechs Tragsteine auf der Nord- und vier auf der Südseite sowie Spuren eines Cairns rund um die Struktur.

## Wedge Tomb (TN039-016----)

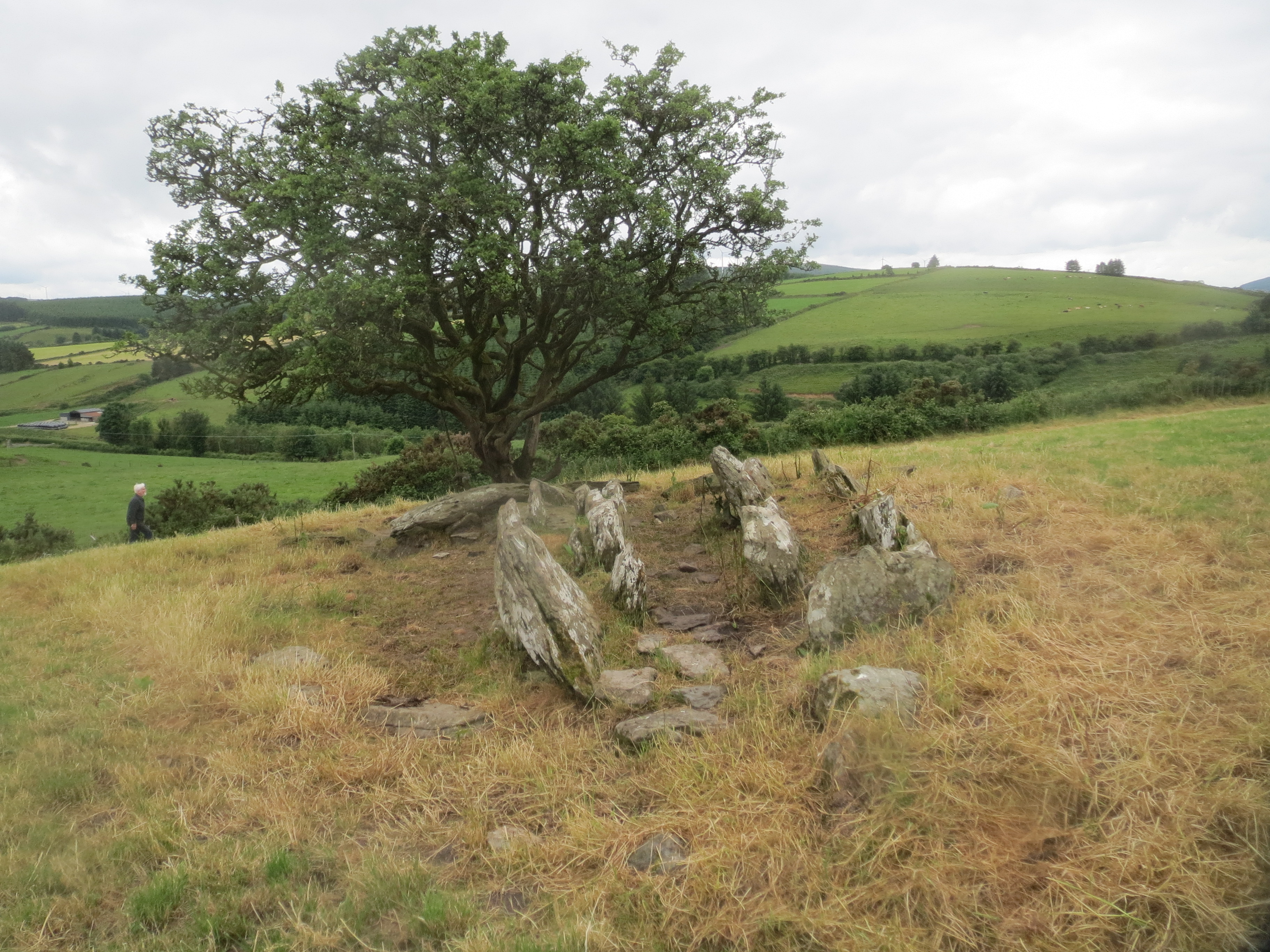
Knockcurraghbolan Commons Wedge Tomb (016)

Diese Anlage liegt circa 1,8 km von TN039-009---- entfernt (Lage: 52° 41′ 12,6″ N, 8° 5′ 24,2″ W). Weitgehend erhalten sind die innere und die äußere Wand, die eine sehr enge und lange Kammer umschlossen haben, deren Decksteine fehlen. Am Fuße eines Baumes liegen einige Felsen, die vielleicht die Deckplatten und weitere Orthostaten der Anlage waren. Das Wedge Tomb ist in der normalen Weise der Anlagen dieses Typs nach Nordosten ausgerichtet.
Im Jahr 2022 sind im Hintergrund Windkraftanlagen zu sehen. (21. Jahrhundert trifft auf Steinzeit).

## Wedge Tomb (TN039-017----)

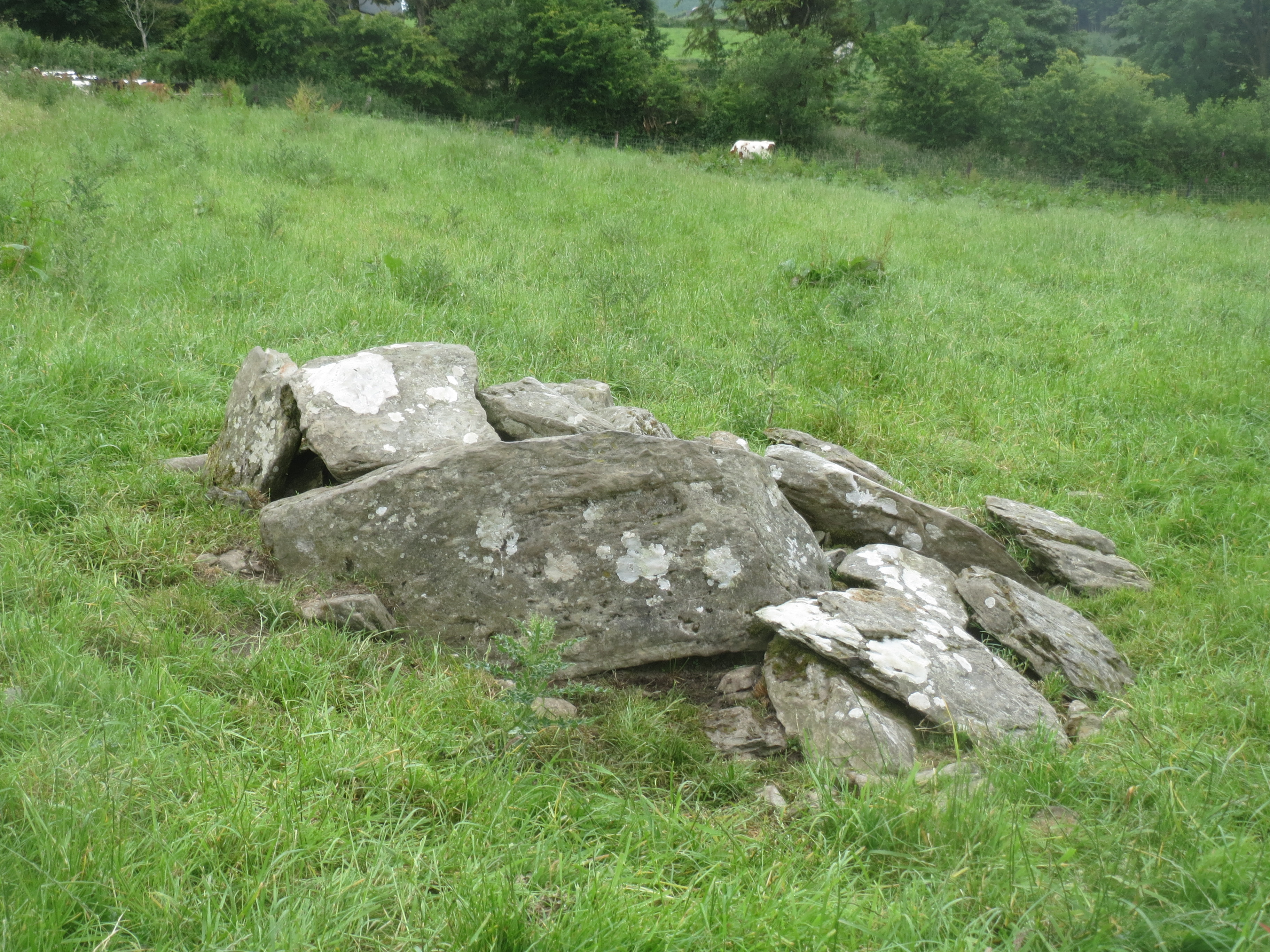
Knockcurraghbolan Commons Wedge Tomb (017)

Etwa 100 m südöstlich von TN039-016---- liegt ein weitgehend zerstörtes Wedge Tomb (Lage: 52° 41′ 13″ N, 8° 5′ 15,1″ W). Von diesem sind nur zwei Steine erhalten blieben. Der Rest der Steine könnte ebenfalls dazu gehören oder aber Feldsteine sein. Es ist Südwest-Nordost orientiert und folgt damit dem normalen Muster für Keilgräber.